# Albert Frick (Politiker)

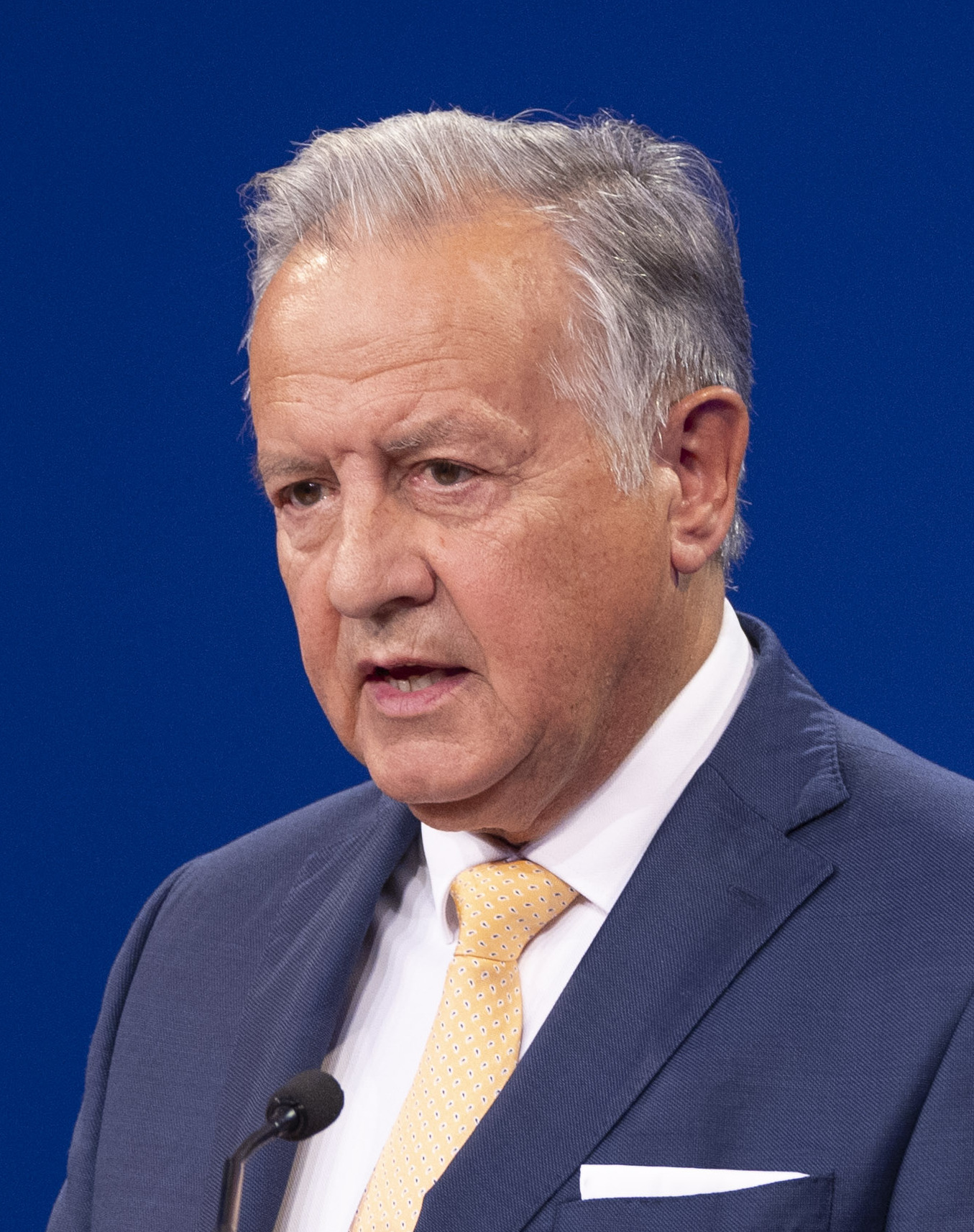
Albert Frick, 2023

Albert Frick (* 21. Oktober 1948 in Schaan) ist ein liechtensteinischer Politiker (FBP). Von 2009 bis 2025 war er Abgeordneter im liechtensteinischen Landtag. Von 2013 bis 2025 war er Präsident des Liechtensteiner Landtages.

## Leben
Albert Frick besuchte die Realschule und absolvierte von 1964 bis 1967 eine kaufmännische Lehre in Vaduz. Von 1969 bis 1971 besuchte er die Hochschule für Sport in Magglingen (BE) und schloss 1971 als eidg. dipl. Sportlehrer ab. Er besuchte Sprachschulen in Genf und London.
Frick absolvierte zusätzlich folgende berufsbegleitende Zusatzausbildungen:
- 1993–1994 sportwissenschaftliches Ergänzungsstudium an der Universität Basel
- 1997–1998 Lehrgang in Schulberatung für Schulinspektoren bei der Ostschweizer Erziehungsdirektoren-Konferenz (EDK Ost)
- 2002–2003 Führungsschule für öffentliche Verwaltungen am Berufs- & Weiterbildungszentrum (BWZ) in Wil (SG).

Von 1972 bis 2009 war er als Sportlehrer an verschiedenen liechtensteinischen Primar- und Sekundarschulen sowie am Liechtensteinischen Gymnasium in Vaduz tätig. Von 1991 bis 2009 arbeitete er zudem als Inspektor für Schulsport beim Schulamt und war Mitglied der Sportkommission der Regierung. Er ist Mitgründer des VBC Galina Schaan, des Liechtensteiner Volleyballverbands (beide 1974) und des Liechtensteinischen Leichtathletikverbands (1984). Außerdem war er Chef de mission des liechtensteinischen olympischen Teams bei den Sommerspielen 1988, 1992 und 1996.
Aus der ersten Ehe von Frick gingen 3 Kinder hervor. Nachdem er 13 Jahre verwitwet war, heiratete er am 2. Juli 2022 wieder.

## Politische Karriere
Frick gehörte von 1991 bis 2011 für die Fortschrittliche Bürgerpartei dem Gemeinderat von Schaan an. Dort war er von 1995 bis zu seinem Ausscheiden aus dem Gemeinderat 2011 FBP-Fraktionssprecher und bekleidete des Weiteren von 2003 bis 2007 das Amt des Vizevorstehers von Schaan.
Im Februar 2009 wurde Frick für seine Partei erstmals in den Landtag des Fürstentums Liechtenstein gewählt. Nach der Landtagswahl in Liechtenstein 2013 wurde er zum Landtagspräsidenten gewählt. Nach der Landtagswahl in Liechtenstein 2017 erfolgte seine Wiederwahl. Als Abgeordneter bekleidet er seit 2013 das Amt des Landtagspräsidenten. Des Weiteren gehört er diversen Gremien an, etwa der Aussenpolitischen Kommission von 2009 bis 2013 als Mitglied und seit 2013 als Vorsitzer. In der liechtensteinischen Delegation in der Parlamentarier-Kommission Bodensee ist er seit 2013 Delegationsleiter. Der liechtensteinischen Delegation in den Parlamentarierkomitees der EFTA- und EWR-Staaten gehörte er von 2009 bis 2013 als Mitglied an und war von 2013 bis 2014 Delegationsleiter. Er löste hierbei 2013 Harry Quaderer ab, bevor er 2014 schliesslich selbst von Elfried Hasler abgelöst wurde.

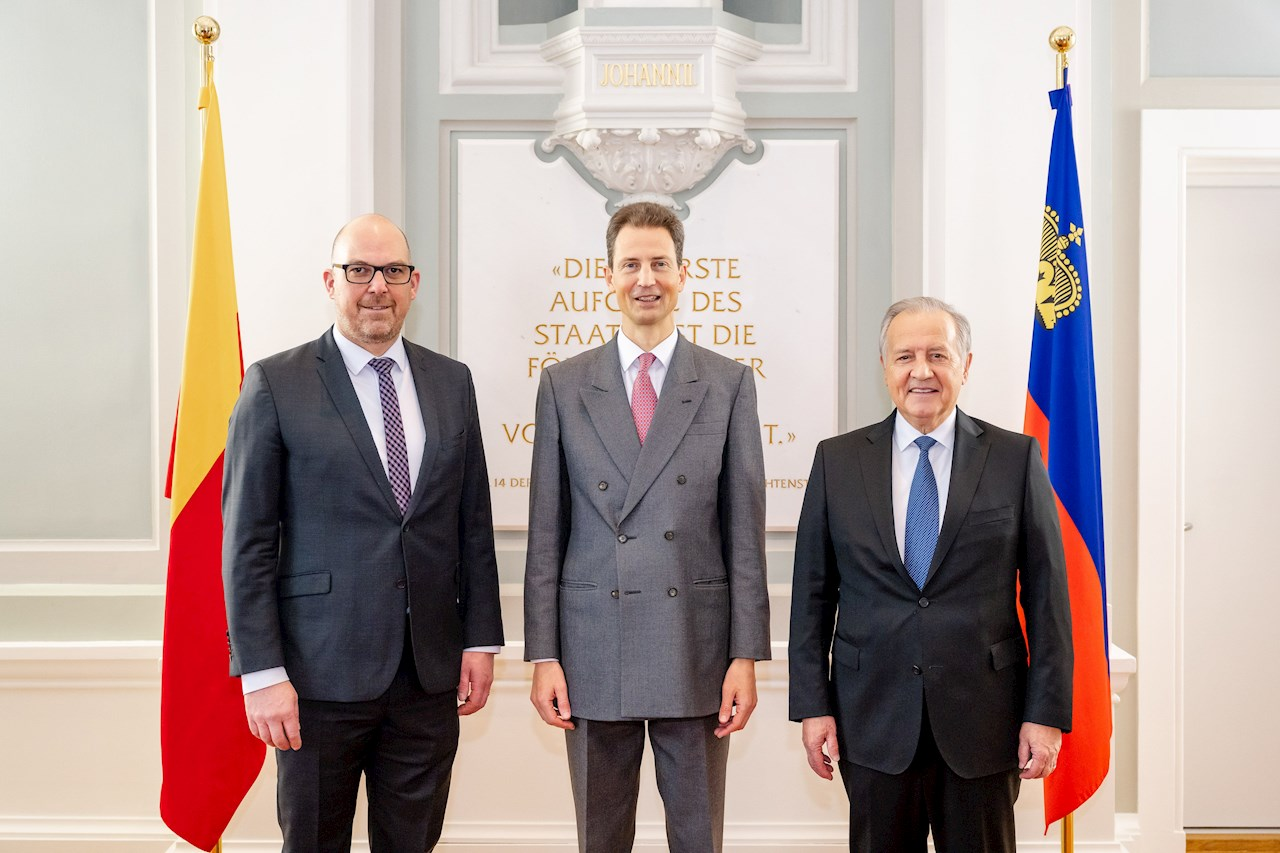
Ministerpräsident Daniel Risch (links), Erbprinz Alois von Liechtenstein (mitte) und Präsident des Landtages Albert Frick (2023)

Frick war von 2013 bis 2025 Mitglied der Delegation bei der Internationalen Parlamentarischen Bodensee-Konferenz (bis 2021 als Delegationsleiter) und von 2021 bis 2025 Delegationsleiter bei der Internationalen Parlamentarier-Union (IPU). 2017 erhielt er das große goldene Ehrenzeichen am Bande für Verdienste um die Republik Österreich. Im selben Jahr führte er den Vorsitz der Internationalen Parlamentarischen Bodensee-Konferenz, 2018 den der Konferenz der Parlamentspräsidenten der europäischen Kleinstaaten und 2022 den der Konferenz der Parlamentspräsidenten der deutschsprachigen Länder.
Bei der Landtagswahl 2025 trat er nicht erneut an.